# Демократическая партия Кот-д’Ивуара
Демократическая партия Кот-д’Ивуара — Африканское демократическое собрание (фр. Parti Démocratique de Côte d'Ivoire — Rassemblement Démocratique Africain, PDCI—RDA) — правая и правоцентристская консервативная (экономически либеральная) политическая партия в Кот-д’Ивуаре.

## История
Партия была основана в 1946 году, когда Берег Слоновой Кости был французской колонией. Возникла из первой квази-политической организации Сельский африканский синдикат (фр. Syndicat agricole africain, SAA), основанной Феликсом Уфуэ-Буаньи в 1944 году. Демократическая партия стала единственной легальной политической партией с момента объявления Берегом Слоновой Кости независимости в 1960 году. На протяжении 30 лет после этого она оставалась единственной партией в стране при однопартийной системе, введённой в стране по первой Конституции, одобренной в 1958 году. Каждые 5 лет лидер партии автоматически избирался президентом. Одновременно в ходе парламентских выборов единый список Демократической партии получал все места Национального собрания.
Все взрослые жители страны становились членами PDCI, что объявлялось неразрывной связью между правительством и народом. Первые многопартийные выборы прошли в 1990 году, однако PDCI сохранила подавляющее большинство в парламенте.  
После смерти основателя партии и бессменного президента Уфуэ-Буаньи в 1993 году его сменил Анри Конан Бедье. Однако в 1999 году в результате переворота Бедье был отстранён от власти.
В начале 2000 года PDCI объявила о конгрессе с целью избрать новое руководство, но Бедье назвал это путчем. Партия решила оставить Бедье руководителем.  В августе 2000 года из пяти возможных кандидатов в президенты, включая Бедье, бывший министр внутренних дел Эмиль Констан Бомбе опередил Бедье и был предложен как кандидат от PDCI. Однако Конституционный суд запретил обоим участие в президентских выборах и PDCI бойкотировала их. На последующих парламентских выборах Демократическая партия получила 94 места из 225.
В 2005 году Демократическая партия вместе с бывшими соперниками из Объединения республиканцев и двумя другими партиями основала коалицию Объединение уфуэтистов за демократию и мир. На парламентских выборах 2011 года партия получила 76 мест и оставалась основной оппозиционной партией в парламенте. На следующих выборах PDCI участвовала исключительно в составе альянса Объединение уфуэтистов за демократию и мир, который получил большинство мест Национального собрания.